# Ewangelos (Kurunis)
Ewangelos, imię świeckie Ewangelos Kurunis (ur. 20 września 1961 w Nowym Jorku) – grecko-amerykański duchowny prawosławny w jurysdykcji Patriarchatu Konstantynopola, od 2003 metropolita New Jersey w Greckiej Archidiecezji Ameryki.

## Życiorys
1 lutego 1987 przyjął święcenia diakonatu, a 30 czerwca 1989 prezbiteratu. 10 maja 2003 otrzymał chirotonię biskupią.